# بیلوشیتسه (ناحیه موست)
بیلوشیتسه (به چکی: Bělušice) یک منطقهٔ مسکونی در جمهوری چک است که در ناحیه موست واقع شده‌است. بیلوشیتسه ۱۰٫۸ کیلومتر مربع مساحت و ۱۸۰ نفر جمعیت دارد و ۳۳۳ متر بالاتر از سطح دریا واقع شده‌است.